# Alexandra Purvis
Alexandra Purvis (née le 27 janvier 1988) est une actrice canadienne.

## Filmographie
| Année     | Titre                                                                 | Rôle                       | Notes                                               |
| --------- | --------------------------------------------------------------------- | -------------------------- | --------------------------------------------------- |
| 1994      | Au nom de la vérité (The Disappearance of Vonnie)                     | Amy Pickman                | Téléfilm                                            |
| 1995      | Dangerous Intentions                                                  |                            |                                                     |
| 1995      | A Dream Is a Wish Your Heart Makes: The Annette Funicello Story       | Heather                    | Téléfilm                                            |
| 1996      | For Hope                                                              | Audrey Altman              | Téléfilm                                            |
| 1996-1999 | Poltergeist : Les Aventuriers du surnaturel (Poltergeist: The Legacy) | Katherine « Kat » Corrigan | 20 épisodes                                         |
| 1997      | Contamination                                                         | Julie                      | Téléfilm                                            |
| 1997      | Ronnie and Julie                                                      | Willa Cappell              | Téléfilm                                            |
| 1999      | A Song from the Heart                                                 | Tina                       | Téléfilm                                            |
| 2000      | Marine Life                                                           | Adele                      |                                                     |
| 2002      | Caitlin Montana                                                       | Julie Stevens              | Épisode : Little Sister Épisode : All About Caitlin |
| 2002      | Now & Forever                                                         | Angela jeune               |                                                     |
| 2002      | The Santa Clause 2                                                    | Danielle                   |                                                     |
| 2002      | The Twilight Zone (en)                                                | Tess MacIntosh             | Épisode : Upgrade                                   |
| 2002      | Taken                                                                 | Lisa Clarke - à treize ans | Épisode : « Charlie and Lisa »                      |
| 2003      | Agent Cody Banks                                                      | Amy                        |                                                     |